# Gánovce
Gánovce (Hongaars: Gánóc, Duits: Gansdorf) is een Slowaakse gemeente in de regio Prešov, en maakt deel uit van het district Poprad.
Gánovce telt 1.297 inwoners.